# 金溫兒
金溫兒（韓語：김온아，1988年9月6日—），韓國女子手球運動員，亦是韓國國家女子手球隊隊員。

## 簡歷
2008年，金溫兒代表韩国參加中國北京舉行的奥林匹克运动会女子手球比賽，最終贏得一面銅牌。
2010年11月，金溫兒代表韓國出戰廣州亞運會，參加女子手球比賽項目，奪得銅牌。

## 演藝活動
- 2020年：Channel E《玩的姐姐 노는언니》（固定節目）